# Nereis brisbanensis
Nereis brisbanensis är en ringmaskart som beskrevs av Hartmann-Schröder 1990. Nereis brisbanensis ingår i släktet Nereis och familjen Nereididae. Inga underarter finns listade i Catalogue of Life.